# Терентьево (Устюженское сельское поселение)
Терентьево — деревня в Устюженском районе Вологодской области.
Входит в состав Устюженского сельского поселения, с точки зрения административно-территориального деления — в Устюженский сельсовет.
Расстояние по автодороге до районного центра Устюжны — 8 км. Ближайшие населённые пункты — Зайцево, Легалово, Самойлово.
Население по данным переписи 2002 года — 8 человек.